# Jan-Just Bos
Jan Justus "Jan-Just" Bos (født 28. juli 1939 i Balikpapan, Indonesien, død 24. marts 2003 i Oosterbeek) var en hollandsk roer, der deltog i to olympiske lege i 1960'erne.
Bos, som var styrmand, deltog i den hollandske toer med styrmand ved OL 1960 i Rom. De to øvrige i båden var Maarten van Dis og Arnold Wientjes, Hollænderne blev nummer to i det indledende heat, og i opsamlingsheatet blev de nummer tre og var dermed ude af konkurrencen. Deres endelige placering blev en delt niendeplads.
Bedre gik det fire år senere i Tokyo, hvor Herman Rouwé og Erik Hartsuiker nu trak i årerne. Den hollandske båd blev nummer to i det indledende heat, men vandt derefter opsamlingsheatet. I finalen sikrede sig de sig med tiden 8.23,42 min. bronzemedaljen, hvor USA vandt guld, mens Frankrig fik sølv, under et halvt sekund foran hollænderne.

## OL-medaljer
- 1964:  Bronze i toer med styrmand